# Anna Aagaard Jensen
Anna Aagaard Jensen (Esbjerg, 1990) is een Deense kunstenaar die woont en werkt in Rotterdam, Nederland. De focus in haar sculpturen ligt op de representatie van vrouwen en het vrouwelijk lichaam.

## Opleiding en werk
Anna Aagaard Jensen studeerde aan de DKA (Det Kongelige Akademi, De Koninklijke Deense Academie) in Kopenhagen en haalde haar master of Arts in Fine Ards and Design aan de Design Academy Eindhoven.
In haar werk onderzoekt ze kritisch ons dagelijks gebruik van objecten en hoe design ons gedrag en zelfrepresentatie vormgeeft. Hierin vraagt Aagaard Jensen aandracht voor traditionele rollen van vrouwen en mannen. Ze ontwierp een serie Ladystoelen als sculpturaal manifest van genderpolitiek, mede danzij haar eigen regel dat er geen mannen in deze stoelen mogen zitten. De titel voor deze serie Basic Instinct, ontleende ze aan de film van Paul Verhoeven, waarin actrice Sharon Stone erotisch haar benen kruiste.
De stoelen zijn vleeskleurig, lang, groot, grof en ruw. De stoelen zijn ook een viering van dikke benen, grote billen, cellulitis, stompjes en knobbelige knieën.
Haar stoelen zijn onderdeel van de tentoonstelling 'Welkom thuis, lieverd' (2025) in het Centraal Museum in Utrecht, waar Aagaard Jensen haar eigen objecten combineert met museumstukken in de stijlkamers van het museum. Eerder waren haar Ladystoelen te zien op de tentoonstelling 'The New Figuration' (2022) bij Friedman Benda in New York. Ook exposeerde ze bij Rieken naar de zon, Functional Art Gallery in Berlijn (2020), Dissolving Views, Salone del Mobile in Milaan (2019), in het echte leven, Everydya Gallery, Antwerpen (2019) en Morph, Dutch Design Week, Eindhoven, Nederland (2018).
Aagaard Jensen maakt deel uit van het kunstenaars- en ontwerp-collectief Morph en geeft les aan de Gerrit Rietveld Academie in Amsterdam.
- Virtual International Authority File: 13166001944975021862